# وان دیک بروک
وان دیک بروک (انگلیسی: Van Dyke Brooke؛ ۲۲ ژوئن ۱۸۵۹ – ۱۷ سپتامبر ۱۹۲۱) یک کارگردان، هنرپیشه، و فیلم‌نامه‌نویس اهل ایالات متحده آمریکا بود.